# Pignia
Pignia est une ancienne commune suisse du canton des Grisons. Depuis le 1er janvier 2009, elle appartient à la commune de Andeer

## Notes et références

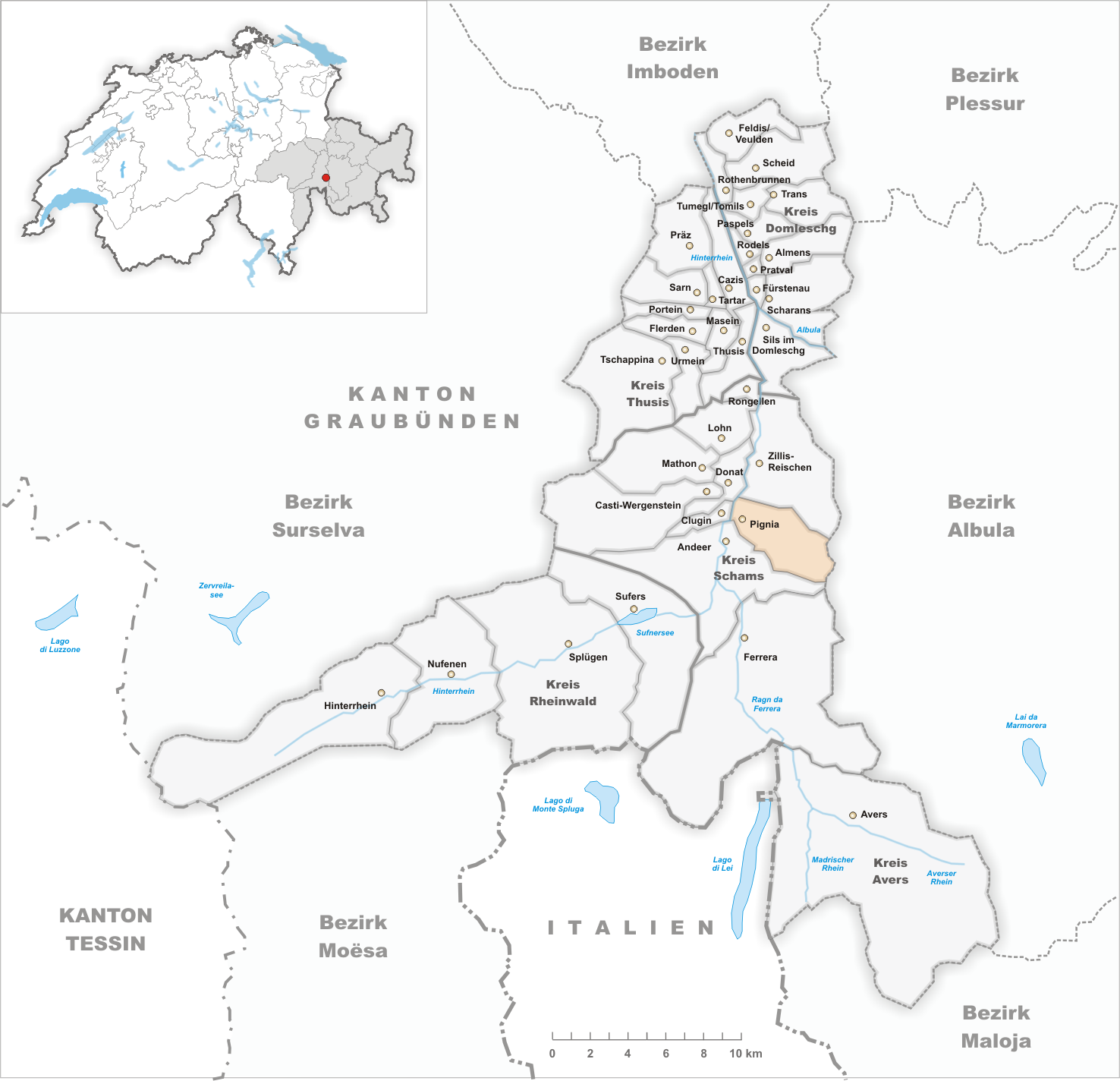
Territoire de l'ancienne commune de Pignia